# V.28

Diagramm der V.28/RS232-Signalisierung, wie sie bei der Abtastung mit einem Oszilloskop für ein großes ASCII-Zeichen „K“ (0x4b, 0100 1011_{2}) mit 1 Startbit, 7 Datenbits, geradem Paritätsbit zu sehen ist.

Die Empfehlung V.28 der ITU-T beschreibt mögliche elektrische Eigenschaften einer Schnittstelle.
Die Hauptanwendung ist die Verbindung einer Datenendeinrichtung und einer Datenübertragungseinrichtung in der Datenfernübertragung.
Im privaten Bereich ist dies die Verbindung eines PCs mit einem Modem.
Sie wurde 1972 in Genf verabschiedet und seitdem mehrfach verändert.
V.28 beschreibt unter anderem zwei Spannungsbereiche: +3 bis +15 V und −3 bis −15 V auf einer Schnittstellenleitung.
Diese repräsentieren den binären Wert eines Datenbits oder den Schaltzustand von Steuer-, Melde- und Taktleitungen.
Alle Leitungen haben einen gemeinsamen Rückleiter als Signalmasse.
Bei älteren Geräten kann die Leerlaufspannung auf ±25 V ansteigen.
Der Bereich von −3 bis +3 V wird als Übergangsbereich bezeichnet.
Er kann durch einen fehlerhaften Sender oder im spannungslosen Zustand auftreten.
Die Interpretation dieses Zustandes wird dem Empfänger überlassen.
Eine mögliche Reaktion wäre das Annehmen des binären Bits 1 auf den Datenleitungen und der Aus-Zustand der anderen Leitungen.
Die ursprünglich erreichbare Datenübertragungsrate war 20 kbit/s.
Ein eingefügter Anhang A dieser Empfehlung beschreibt Geschwindigkeiten bis 64 kbit/s.
Die COM-Schnittstelle eines PCs beweist aber die Einsatzmöglichkeit auch bei höheren Datenübertragungsraten.
Heute verwendete integrierte Schaltkreise mit V.28-Pegel sind kurzschlussfest. Sehr oft werden dazu ICs mit der Bezeichnung 1488 (Sender) und 1489 (Empfänger) verwendet, die es von verschiedenen Herstellern gibt.
Von der ITU-T werden häufig die Funktionen der V.24, die Elektrik der V.28 und die Mechanik eines Steckers entsprechend ISO 2210 (D-Sub, 25-polig) kombiniert.
Diese Zusammenstellung wird beispielsweise verwendet bei seriellen Modems und bei der Zentralstation eines Modems für Parallelübertragung.
Siehe auch: RS-232

## Quelle
- ITU-T V.28 Electrical characteristics for unbalanced double-current interchange circuits